# Wyborowa
Wyborowa è una popolare vodka originaria della Polonia. 

## Storia
La sua produzione cominciò nel 1823 in una distilleria della città di Poznań posseduta dall'imprenditore ebreo Hartwig Kantorowicz. Ci vollero più di quarant'anni prima che tale prodotto fosse esportato. Negli anni '50 e '60, Wyborowa diffuse il suo nome (che è traducibile dal polacco come "selezionata") in tutti i maggiori paesi europei - essa costituisce oltre il 60% del quantitativo di vodka importata nel Regno Unito.
Dopo il periodo della transizione economica degli ultimi anni '80 e '90, la distilleria di Poznań, come molte altre nel paese, cadde in serie difficoltà e fu vicina alla bancarotta.
Col passare degli anni, grazie alla grande popolarità del marchio, la ditta fu comprata dal gruppo francese, anch'esso produttore di alcolici, Pernod Ricard. I nuovi proprietari mostrarono e stanno tuttora mostrando un grande rispetto nei confronti delle lunghe tradizioni di Wyborowa lasciando il prodotto inalterato.
Nel 2009 Pernod Ricard lancia sul mercato la Wyborowa Exquisite, una vodka superpremium destinata al mercato occidentale.
La linea slanciata e suadente della bottiglia, opera di un genio dell'architettura come Frank Gehry, autore della Walt Disney Concert Hall di Los Angeles e del Guggenheim Museum di Bilbao, conferisce a Wyborowa Exquisite uno stile unico e inconfondibile.
Wyborowa Exquisite è prodotta da un'unica qualità di segale (“Dankowskie Golden Rye”, coltivata nei rinomati campi di Turew, in Polonia occidentale), dagli accurati controlli qualitativi e da un processo produttivo che ripercorre le più alte tradizioni polacche.
Vodka Wyborowa ha partecipato a numerosi concorsi per la qualità. Nel 2002, ha ricevuto il premio “International High Quality Trophy” in un concorso organizzato dalla Monde Selection.